# Julie Marckmann Sørensen
Julie Marckmann Sørensen (født 19. december 2000 i Saltum) er en cykelrytter fra Danmark, der kører for Thy Cykle Ring. Hendes primære disciplin er landevejscykling, og hun er dobbelt danmarksmester i e-cykling.